# Софросюне
Софросюне (грец. σωφροσύνη — «розсудливість, поміркованість, здоровий глузд») — у роботах античних філософів, термін, часто використовуваний у сенсі «стримувального заходу» (в естетичному розумінні). Зміст «софросюне» можна передати як «розумова цнотливість» (єдність мудрості і моральної чистоти). Проте часто цей термін залишають без перекладу, щоб не спотворювати змісту (так, наприклад, у платонівському діалозі «Хармід», присвяченому софросюне, розглядаються такі його значення, як «наука про науки», «наука наук» і «наука про незнання», що погано узгоджується з можливими сучасними контекстами вживання поняття «цнотливість»).
Цей термін також використовував Платон як один з епітетів найкращого державного ладу, поряд з мудрістю, мужністю і справедливістю.
Згідно з ученням Арістотеля, софросюне — безсумнівна чеснота, хоча Арістотель і відносив розсудливість до чеснот діаноетичних («мисленнєвих», грец. διανοητικόν — «розумова здатність мислення»), а розсудливість — до моральних.
На честь терміна названо астероїд (134) Софросина, відкритий 1873 року.